# Ӈ
Ӈ, ӈ – litera rozszerzonej cyrylicy, wykorzystywana w językach: itelmeńskim, ewenkijskim, koriackim, nienieckim, czukockim, aleuckim (dialekt wyspy Beringa), enieckim, kildin i innych. Powstała poprzez połączenie litery Н ze znakiem diakrytycznym hak.

## Kodowanie
| Znak                   | Ӈ                                    | Ӈ                                    | ӈ                                  | ӈ                                  |
| ---------------------- | ------------------------------------ | ------------------------------------ | ---------------------------------- | ---------------------------------- |
| Nazwa w Unikodzie      | Cyrillic Capital Letter En with Hook | Cyrillic Capital Letter En with Hook | Cyrillic Small Letter En with Hook | Cyrillic Small Letter En with Hook |
| Kodowanie              | dziesiątkowo                         | szesnastkowo                         | dziesiątkowo                       | szesnastkowo                       |
| Unicode                | 1223                                 | U+04C7                               | 1224                               | U+04C8                             |
| UTF-8                  | 211 135                              | d3 87                                | 211 136                            | d3 88                              |
| Odwołania znakowe SGML | &#1223;                              | &#x04C7;                             | &#1224;                            | &#x04C8;                           |